# Norton Air Force Base
La Norton Air Force Base (IATA: SBD) (1942–1994) va ser una instal·lació de l'exèrcit de l'Aire dels Estats Units situada 2 milles a l'est del centre de San Bernardino, Califòrnia al comtat de San Bernardino.